# Турнір претенденток
Турнір претенденток — це жіночий шаховий турнір, організований ФІДЕ; фінальне змагання, яке визначає претендентку для чемпіонату світу серед жінок. Переможниця турніру здобуває право на матч за чемпіонство проти чинної чемпіонки світу. 
Історично чемпіонати часто були не матчами між двома учасницями, а турнірами, для них не було відбору однієї претендентки; з 2011 по 2018 у роки матчів у них потрапляла переможниця Гран-прі ФІДЕ серед жінок. З 2020 року чемпіонат це завжди матч та проводиться турнір претенденток. 

## Переможці та результати

### 1952—1967
| Рік  | Місто        | Переможниця        |
| ---- | ------------ | ------------------ |
| 1952 | Москва       | Єлизавета Бикова   |
| 1955 | Москва       | Ольга Рубцова      |
| 1959 | Пловдив      | Кіра Зворикіна     |
| 1961 | Врнячка-Баня | Нона Гапріндашвілі |
| 1964 | Сухумі       | Алла Кушнір        |
| 1967 | Суботиця     | Алла Кушнір        |

### 1968—1985 (матчі претенденток)
| Рік     | Місто         | Переможниця      |
| ------- | ------------- | ---------------- |
| 1971    | Кисловодськ   | Алла Кушнір      |
| 1974/75 | Москва        | Нана Александрія |
| 1977/78 | Бад-Кіссінген | Мая Чибурданідзе |
| 1980/81 | Тбілісі       | Нана Александрія |
| 1983/84 | Сочі          | Ірина Левітіна   |

### 1986—1994
| Рік     | Місто    | Переможниця       |
| ------- | -------- | ----------------- |
| 1986    | Мальме   | Олена Ахмиловська |
| 1988    | Цхалтубо | Нана Іоселіані    |
| 1990    | Боржомі  | Се Цзюнь          |
| 1992/93 | Шанхай   | Сьюзен Полгар     |
| 1994/95 | Тілбург  | Сьюзен Полгар     |

### 1995—...
| Рік     | Місто                | Переможниця          | 2               | 3                                 |
| ------- | -------------------- | -------------------- | --------------- | --------------------------------- |
| 1997    | Гронінген            | Се Цзюнь             | Аліса Галлямова | Мая Чибурданідзе                  |
| 2019    | Казань               | Олександра Горячкіна | Анна Музичук    | Катерина Лагно                    |
| 2022–23 | Монако, Хіва, Чунцін | Лей Тінцзє           | Тань Чжун'ї     | Анна Музичук Олександра Горячкіна |
| 2024    | Торонто              | ще не відбувся       | ще не відбувся  | ще не відбувся                    |

## Дивись також
- Турнір претендентів
- Чемпіонат світу із шахів серед жінок
- Жінки в шахах[en]